# Tehri Garhwal (Distrikt)
Der Distrikt Tehri Garhwal (Hindi: टिहरी गढ़वाल) ist seit 2000 ein Distrikt im neugegründeten indischen Bundesstaat Uttarakhand. Sitz der Distriktverwaltung ist New Tehri.

## Geografie

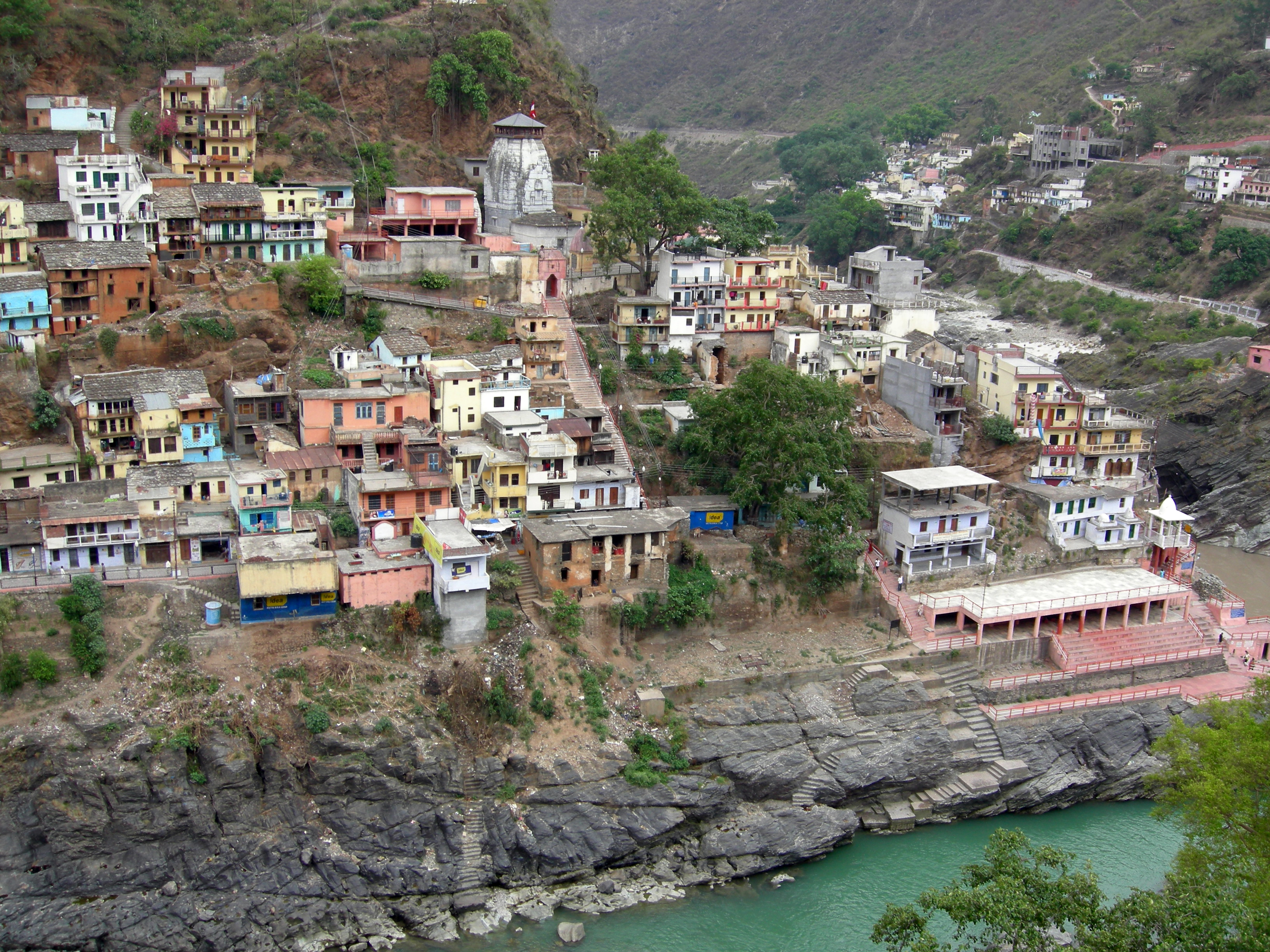
Devprayag am Zusammenfluss von Alaknanda und Bhagirathi

Der Distrikt Tehri Garhwal liegt in der Division Garhwal im Westen von Uttarakhand im Vorderen Himalaya. Tehri Garhwal grenzt im Westen an Dehradun, im Süden an Pauri Garhwal, im Osten an Rudraprayag und im Norden an Uttarkashi. Die Fläche des Distrikts Tehri Garhwal beträgt 3642 km². Der Distrikt reicht im Norden bis zum Thalay Sagar (6904 m) im Südwesten der Gangotri-Gruppe. Die Bhilangna entwässert den nordöstlichen Teil des Distrikts. Der Unterlauf des Bhagirathi durchfließt den Süden des Distrikts. Bhagirathi und Bhilangna werden von der Tehri-Talsperre aufgestaut. Die südliche Distriktgrenze bildet die Alaknanda und unterhalb deren Zusammenfluss bei Devprayag mit dem Bhagirathi der Ganges. Im Südwesten bildet die Yamuna die Grenze.

## Bevölkerung
Nach der Volkszählung 2011 hatte der Distrikt Tehri Garhwal 618.931 Einwohner.